# Keyboard
Ein Keyboard (englisch electronic keyboard) (von englisch keyboard [ˈkiːbɔːd]: „Tastatur“) ist ein elektrophones Tasteninstrument.
In den Bezeichnungen der Instrumentalisten einer Band steht Keyboarder für alle Spieler eines Tasteninstruments, das kein Klavier, Akkordeon, Flügel, keine Celesta oder Orgel ist.

## Geschichte
Die Geschichte der Keyboards ist eng mit der Entwicklung der elektronischen Orgel und der Synthesizer verknüpft. Bereits Ende des 19. Jahrhunderts präsentierte Thaddeus Cahill das Dynamophon, den ersten Synthesizer, der aber nur Sinustöne lieferte. Friedrich Trautwein ertüftelte dann 1924 das Trautonium – dieses hatte zwar keine Klaviatur, konnte aber in Ganztönen gespielt werden. 1934 erschuf Laurens Hammond mit der Hammond-Orgel die erste elektrische Orgel. Deren Klangsynthese beruht ebenfalls auf Sinustönen; diese werden aber in verschiedener Fußlage gemischt und ermöglichten einen komplexen Klang auf jeder Taste. Das später hinzugefügte Leslie-Kabinett war mithin ein bedeutender Klangeffekt. Auf der Basis des Trautoniums wurde ab den 1960er Jahren in der DDR der elektronische Klangerzeuger Subharchord entwickelt.
Den ersten rein elektronischen Synthesizer heutiger Bauart entwickelte Robert Moog auf der Basis der Arbeiten von Peter Mauzey. Anders als die zeitgleich entstandenen Geräte von Don Buchla verfügten dessen Geräte ebenfalls über eine Tastatur. Weitere ähnliche Entwicklungen waren in den 1970er Jahren das Synclavier und die Synthesizer-Orgel GX-1.

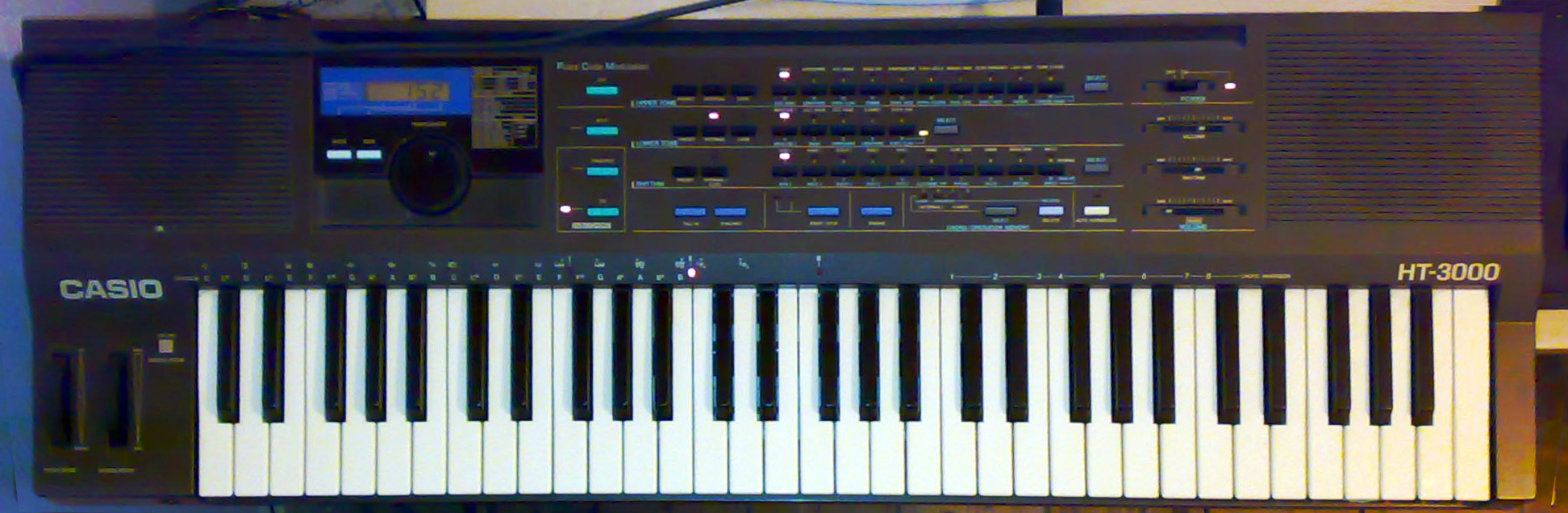
Casio-Keyboard um 1988 – NP ca. DM 1.500,-

In den 1980er Jahren etablierte sich durch die neuen Möglichkeiten der digitalen Klangerzeugung das heute gebräuchliche Keyboard. Digitalpianos wurden mit der Verbreitung der Samplingtechnik in den 1990er Jahren populär.

## Aufbau des Keyboards
Hauptkriterium und Vorteil eines Keyboards gegenüber z. B. der elektronischen Orgel ist seine einfache Transportierbarkeit und Kompaktheit. Die Tastatur eines Keyboards ist der eines Klaviers ähnlich, unterscheidet sich aber meist vom Anschlag und Spielgefühl.
Die Anzahl der Tasten variiert; im Bereich der portablen Keyboards werden meistens 76-, 61- oder 49-Tasten-Klaviaturen verwendet – in jüngerer Zeit vermehrt auch 37- und 25er-Tastenversionen. Ein typisches Keyboard hat heute 61 Tasten. Die Tastenbreite entspricht meistens der genormten Klavier-Tastatur (16,5 cm pro Oktave), es finden sich aber auch Versionen mit 16 mm Breite. Bei einfachen Anfänger-Keyboards und für Kinder gibt es auch schmalere Tasten (14 cm pro Oktave). Für kompakte Geräte werden auch noch schmalere und auch kürzere Tasten, sogenannten Mikrotasten, verwendet.
Auf vielen Keyboards finden sich weitere Bedienelemente wie Schalter, Taster, Drehknöpfe oder Schieberegler, um die Funktionen des Keyboards oder externer Geräte zu steuern. Diese sind teilweise von der klassischen Orgel abgeleitet. Die meisten Keyboards besitzen auch ein Display, auf dem die Einstellungen dargestellt werden. Hierfür werden Segmentanzeigen, erweiterte LC-Displays oder TFT-Bildschirme eingesetzt.
Viele Keyboards, vor allem im Homekeyboard-Bereich, besitzen eingebaute Lautsprecher, sodass keine externe Verstärkung benötigt wird. Auf der Rückseite der Keyboards befinden sich neben dem Stromanschluss ein oder mehrere Audioanschlüsse, MIDI-Anschlüsse und Anschlüsse für Pedale (etwa Sustain- oder Piano-Pedal). Neuere Keyboards besitzen ein Disketten-, CD- oder Speicherkartenlaufwerk, mit dem es möglich ist, zusätzliche Klangfarben, Stile für die Begleitautomatik oder Songs im MIDI-Format als Presets in den internen Speicher zu laden. Viele Geräte können auch mit Batterien oder Akkus betrieben werden.

### Klangerzeugung bei einem elektronischen Keyboard
Beim Drücken einer Keyboardtaste wird mittels elektronischer Klangsynthese ein Klang in einer bestimmten Tonhöhe erzeugt und ggfs. durch die Anschlagsgeschwindigkeit (Velocity), die Tastenbewegung nach dem Drücken (Aftertouch) und die Tastendruckdauer beeinflusst, wobei meistens eine programmierbare ADSR-Hüllkurve wirkt. Die Klangquelle ist in der Regel ein Sample – bei synthesizerähnlichen Systemen eine Oszillatorschaltung. Mit integrierten Effekten kann der Klang zusätzlich beeinflusst werden.

### Anschluss an einen Computer
So gut wie alle Keyboards wurden zunächst mit einer MIDI-Schnittstelle ausgeliefert, wodurch sowohl PCs als auch andere elektronische Klangerzeuger angeschlossen werden können. Diese Verbindung dient jedoch nicht zur Übertragung von Musik, sondern von MIDI-Kommandos (Note-On, Note-Off, Program Change etc.), die auf der PC-Seite durch ein entsprechendes Sequenzer- oder Synthesizer-Programm erst in Klänge umgesetzt werden müssen.
Der MIDI-Anschluss erfolgte anfangs mit einem speziellen Stecker, wird aber heutzutage über den USB-Eingang des Computers realisiert. Es gibt zwei Gründe, ein Keyboard mit einem PC zu verbinden:
1. Recording: Man kann sein eigenes Spiel als MIDI-Notenfolge aufnehmen, abspeichern und wiederverwerten. Damit lassen sich auch vielspurige MIDI-Files erzeugen, so dass man ein ganzes Orchester aufbauen kann. Außerdem kann man auch Audiodateien erzeugen, die sich speichern lassen.
2. Man kann mit dem Keyboard einen Software-Synthesizer ansteuern und damit die Klang- und Effektmöglichkeiten gewaltig erweitern. Solche Soft-Synthesizer wie Cubase, Studio One, Sonar, Music Producer, Synthesizer Workstation oder Ableton erfüllen beide Funktionen.
3. Durch die MIDI-Files ist die Umsetzung in Notenblätter möglich.

## Funktionen heutiger Keyboards
Keyboards besitzen im Vergleich zum Klavier verschiedene Zusatzfunktionen. Diese stehen je nach Anwendervorgabe und Preislage des Keyboards zur Verfügung und können qualitativ stark variieren. Dazu können gehören:
- synthetische Erzeugung von realen Instrumentenklängen und ausgewählter elektronischer Synthesizer-Klänge
- steuerbare Begleitung durch Schlagzeug- und Instrumentenklänge einer Combo
- interne Speicherung (Aufnahme) und Wiedergabe gespielter Musikdaten („Tonbandfunktion“ für Musikdarbietung)
- Erstellung von Arpeggi aus angespielten Akkorden
- Funktion zum Erlernen von Liedern mit Hilfe programmierter Leuchttasten
- Abspielen und Weitergabe von Dateien im MIDI-Format
- Speichern von Konfigurationen bezüglich Sound und Begleitung[1]

Digitalpianos sind mitunter mit verschiedenen Keybordfunktionen ausgestattet oder direkt als Mischform konzipiert.

## Verwendung in der Musik

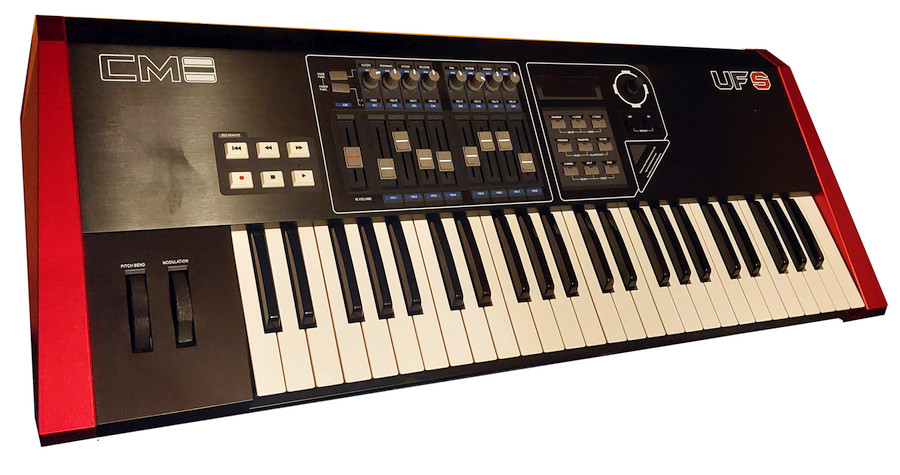
MIDI-USB-Keyboard zum Anschluss an den PC – um 2005

Das weit verbreitete Homekeyboard wird oft in der Hausmusik und der Musikpädagogik eingesetzt. Höherwertige Keyboards, oft mit komfortabler Programmiermöglichkeit ausgestattet, werden häufig von Alleinunterhaltern verwendet, meistens im Umfeld der Tanz- und Unterhaltungsmusik. Mit den erweiterten MIDI-Funktionen kann automatisiert eine komplette Band simuliert werden. Die dafür nötigen MIDI-Arrangements werden vom Musiker selbst erstellt oder käuflich erworben.
Im Tonstudio unterstützen sogenannte Workstations den Musiker bei der Komposition oder Produktion von Musikstücken. Geräte ohne eigene Klangerzeugung werden als Masterkeyboards bezeichnet. Diese dienen allein der Steuerung anderer Geräte oder der Erzeugung von MIDI-Daten zur Aufnahme im Computer.

## Pädagogik
Viele professionelle Keyboarder erhielten ihre Ausbildung auf dem Klavier oder der Orgel. Der Einstieg auf einem akustischen Tasteninstrument wird von vielen Musikpädagogen empfohlen. Dennoch ist inzwischen eine Primärausbildung auf dem Portable Keyboard in vielen Musikschulen möglich, häufig in Kombination mit Arrangement und Musikproduktion.

## Hersteller
Hier eine Liste der bekanntesten Hersteller von Keyboards:
- Yamaha, Japan: mit Abstand größter Hersteller von Keyboards; gesamte Produktepalette, vom Einsteigermodell über die Mittelklasse bis hin zu Instrumenten für den professionellen Gebrauch
- Roland, Japan: komplette Palette, zuletzt jedoch überwiegend Modelle im Einsteiger- und Mittelklasse-Segment
- Korg, Japan: Einsteigerklasse, Mittelklasse und professioneller Bereich
- Casio, Japan: Spezialität: Low-Price-Instrumente im Einsteiger-Segment
- Medeli Electronics, Hongkong: Low-Price-Instrumente, Instrumente werden teilweise von Musikhäusern unter eigenen Markennamen verkauft